# Saint-Vincent-d'Autéjac
Saint-Vincent-d'Autéjac is een gemeente in het Franse departement Tarn-et-Garonne (regio Occitanie) en telt 296 inwoners (1999). De plaats maakt deel uit van het arrondissement Montauban.

## Geografie
De oppervlakte van Saint-Vincent-d'Autéjac bedraagt 16,3 km², de bevolkingsdichtheid is 18,2 inwoners per km².
De onderstaande kaart toont de ligging van Saint-Vincent-d'Autéjac met de belangrijkste infrastructuur en aangrenzende gemeenten.

## Demografie
Onderstaande figuur toont het verloop van het inwonertal.